# Koki Otani
Koki Otani (大谷 幸輝 Otani Koki?), född 8 april 1989 i Kumamoto prefektur, är en japansk fotbollsspelare.
Otani började sin karriär 2008 i Urawa Reds. 2014 blev han utlånad till Giravanz Kitakyushu. Han spelade 42 ligamatcher för klubben. Han gick tillbaka till Urawa Reds 2015. Med Urawa Reds vann han japanska ligacupen 2016. 2017 flyttade han till Albirex Niigata.